# Бибоп
Бибоп или само боп е стил в джаза, характеризиращ се с бързо темпо, виртуозност във владеенето на инструментите и висока степен на импровизация, основаваща се на съчетанието между хармоничната структура и мелодията. Развит е в началото и средата на 40-те години. Терминът се появява в музикантския жаргон по време на първите две години от участието на САЩ във Втората световна война. Този стил джаз в крайна сметка добива тъждественост с представата за модерен, съвременен джаз, като и двете категории достигат своята зрялост през 60-те години.

## Етимология
Обичайното обяснение за думата „бибоп“ е, че това са несъдържащи смисъл срички (гласими), които се артикулират в скат-пеенето, и за които най-ранните източници са от 1928 година. Някои изследователи твърдят, че това е термин, използван от Чарли Крисчън, тъй като звучи като нещо, което той би си тананикал, докато свирел. Дизи Гилеспи казва, че слушателите му измислят това име, след като го чуват да прави скат по неговите тогава анонимни мелодии в обръщенията си към другите музиканти. Пресата най-накрая подема израза и го използва като официален термин: „Хората, когато им се иска да помолят за тези песни и не им знаят имената, молят за бибоп.“
Трета и вероятно най-правдоподобна теория постулира, че думата произлиза от виковете „Ариба! Ариба!“, с които латиноамериканските бендлидери окуражават своите бендове. Това се потвърждава от факта, че в оригинал „бибоп“ и „рибоп“ се използват като взаимозаменяеми варинти на едно и също понятие. Преди края на 1945 г. „бибоп“ и „рибоп“ като несмислови срички вече се използва широко в ритъм енд блуса, например в Hey! Ba-Ba-Re-Bop на Лайнъл Хамптън, както и в рокендрола (например Be-Bop-A-Lula на Джийн Винсънт).